# Ouled Khaled
Ouled Khaled là một đô thị thuộc tỉnh Saïda, Algérie. Dân số thời điểm năm 2002 là 19.368 người.